# Wonosidi
Wonosidi is een bestuurslaag in het regentschap Pacitan van de provincie Oost-Java, Indonesië. Wonosidi telt 5572 inwoners (volkstelling 2010).